# حزب دموکراتیک اسپانیا
حزب دموکرات اسپانیا (به اسپانیایی: Partido Demócrata Español‎ ; PADE) یک حزب سیاسی محافظه کار در اسپانیا بود که در انشعاب از حزب راست میانه حزب در سال ۱۹۹۶ ایجاد شد. رئیس آن خوان رامون کالرو رودریگز، سخنگوی سابق حزب مردم در کنگره بود.

## ایدئولوژی
این حزب خود را به عنوان جایگزین حزب مردم قلمداد می‌کرد و برخی منابع آن را یک حزب راست افراطی می دانستند. این حزب توسط خود، که خود را اومانیست مسیحی، لیبرال - اصلاح طلب و میانه‌رو توصیف کرد، انکار شد.